# Абвергруппа-218
Абвергруппа-218 (нем. Abwehrgruppe 218), известная также под кодовым именем Эдельвейс (нем. Edelweiß) или как Боевая группа Эдельвейс (нем. Kampfgruppe Edelweiss) — немецкое антипартизанское воинское подразделение, воевавшее в годы Второй мировой войны на территории Словакии. С сентября 1944 по апрель 1945 эта группа провела порядка 50 карательных акций, жертвами которых стали более 300 человек, а 600 попали в плен. Командиром подразделения был штурмбаннфюрер СС Эрвин фон Тюн-Хоэнштайн.

## Структура
В подразделении насчитывалось от 250 до 300 человек, которые были распределены по четырём отделам:
- «Партизанский» отдел, численность — 25 человек, командир — штурмбаннфюрер СС фон Тюн-Хоэнштайн
- «Русский» или «Казачий» отдел, численность — от 45 до 50 человек, командир — обершарфюрер СС Берлисов
- «Кавказский» отдел, численность — от 40 до 50 человек, командир — обершарфюрер СС Хан[3]
- «Словацкий» отдел, численность — от 131 до 220 человек, командир — гауптштурмфюрер СС Нижнянский[нем.]

## Боевой путь
Созданием антипартизанского подразделения в сентябре 1944 года занялся штурмбаннфюрер СС, граф Эрвин фон Тюн-Хоэнштайн, который стремился создать подразделение по образцу дивизии «Бранденбург 800», эффективно действовавшей на территории СССР. Новообразованное формирование получило кодовое название «Эдельвейс». Руководителями отделов в нём были назначены опытные офицеры из «Бранденбург 800», а военнослужащими стали немцы, словаки и некоторые пленные из СССР (в основном русские, украинцы и кавказцы). Подразделение получило название «Абвергруппа-218» и пришло на замену Абвергруппе-217.
Словацких добровольцев отбирали специально по рекомендациям Словацкой трудовой службы. Абвергруппа-218 формально размещалась в Кремнице, но обучение её члены проходили в Жилине. Словаки сначала проходили охранную службу в Будатине и Варине, помогая возводить укрепления, а затем приступили к антипартизанским операциям (они обучались вести боевые действия в лесу и по ночам). Во второй половине 1944 года абвергруппа успешно действовала против партизан в окрестностях местечек Почувадло, Яблонёв и Нова-Баня.
Солдаты Абвергруппы-218 были хорошо вооружены. Они использовали как немецкое, так и чехословацкое и советское оружие, а также носили немецкую и словацкую униформу. Основным вооружением были немецкие винтовки Mauser 98k и чехословацкие vz. 24. У солдат были гранаты, а также различные пулемёты. Также присутствовала миномётная рота.
К середине марта 1945 года Абвергруппа-218 провела более 50 акций в районах местечек Банска-Бистрица, Кремница, Платница, Брездно, Шемниц, Втачник, Осланья, Хандлово и Зволен. В ходе этих атак были убиты 300 партизан и ещё 600 попали в плен. Наиболее кровавые столкновения произошли в январе 1945 года: в деревнях Кляк 21 января и Остры-Грюнь 25 января солдаты группы перерезали почти всё население, что сделало этот карательный поход самым громким военным преступлением нацистов и их пособников в Словакии. До этого они отметились нападением на представителей союзной военной миссии 26 декабря 1944 в Нижних Татрах: в плен попали майор армии Великобритании Джон Семер и лейтенант армии США Джеймс Хольт Грин. За захват представителей союзной военной миссии Генрих Гиммлер выразил абвергруппе личную благодарность.
После активизации партизанского движения и наступления советских, чехословацких и румынских частей группа отправилась к Макову, но её численность неуклонно снижалась из-за дезертирства и нежелания словаков покидать родные места. Только бывшие советские военнопленные и немцы продолжили движение, надеясь выйти к союзникам и сдаться им в плен. Некоторую помощь абвергруппе оказывала РОА. 20 апреля 1945 Абвергруппа-218 добралась до Всетина, а спустя два дня двинулась вместе с немцами к австрийской границе. 5 мая она вышла к Ческе-Будеёвице. Фон Тюн-Хоэнштайн, осознав безнадёжность положения, принял решение распустить часть и двинулся в зону американской оккупации, но 9 мая 1945 в разгар Пражской операции попал в советский плен ещё с некоторым количеством бывших военнослужащих Абвергруппы.